# Balistes ellioti
Balistes ellioti es una especie de peces de la familia Balistidae en el orden de los Tetraodontiformes.

## Distribución geográfica
Se encuentra en las  costas de la India.